# Diócesis de Gregorio de Laferrere
La diócesis de Gregorio de Laferrere (en latín: Dioecesis Gregorii de Laferrere) es una circunscripción eclesiástica de la Iglesia católica en Argentina. Se trata de una diócesis latina, sufragánea de la arquidiócesis de Buenos Aires. Desde el 30 de junio de 2020 su obispo es Jorge Martín Torres Carbonell.

## Territorio y organización
La diócesis tiene 1440 km² y extiende su jurisdicción sobre los fieles católicos de rito latino residentes en la provincia de Buenos Aires en el partido de Cañuelas y en dos tercios del partido de La Matanza.
La sede de la diócesis se encuentra en la ciudad de Gregorio de Laferrere, en donde se halla la Catedral de Cristo Rey.
En 2021 en la diócesis existían 30 parroquias.

## Historia
La diócesis fue erigida el 25 de noviembre de 2000 con la bula Haud parva laetitia del papa Juan Pablo II, como un desprendimiento territorial de la diócesis de San Justo. La antigua parroquia de Cristo Rey, obtuvo el título de catedral.
El primer obispo (desde 2013 obispo emérito) de la diócesis fue Juan Horacio Suárez, quien fue elegido el 25 de noviembre de 2000; siendo ordenado como tal el 23 de diciembre y tomando posesión el 29 de diciembre de 2000.

## Estadísticas
Según el Anuario Pontificio 2022 la diócesis tenía a fines de 2021 un total de 743 300 fieles bautizados.
| Año                                                                             | Población            | Población | Población      | Sacerdotes | Sacerdotes    | Sacerdotes    | Bautizados por sacerdote | Diáconos permanentes | Religiosos | Religiosos | Parroquias |
| Año                                                                             | Bautizados católicos | Total     | % de católicos | Total      | Clero secular | Clero regular | Bautizados por sacerdote | Diáconos permanentes | Varones    | Mujeres    | Parroquias |
| ------------------------------------------------------------------------------- | -------------------- | --------- | -------------- | ---------- | ------------- | ------------- | ------------------------ | -------------------- | ---------- | ---------- | ---------- |
| 2000                                                                            | 630 000              | 700 000   | 90.0           | 47         | 23            | 24            | 13 404                   |                      | 26         | 50         | 24         |
| 2001                                                                            | 630 000              | 700 000   | 90.0           | 56         | 32            | 24            | 11 250                   |                      | 26         | 50         | 24         |
| 2002                                                                            | 630 000              | 700 000   | 90.0           | 62         | 28            | 34            | 10 161                   | 5                    | 49         | 42         | 26         |
| 2003                                                                            | 630 000              | 700 000   | 90.0           | 39         | 20            | 19            | 16 153                   | 11                   | 36         | 48         | 30         |
| 2004                                                                            | 630 000              | 700 000   | 90.0           | 46         | 26            | 20            | 13 695                   | 11                   | 60         | 34         | 27         |
| 2006                                                                            | 644 000              | 714 000   | 90.2           | 45         | 25            | 20            | 14 311                   | 12                   | 32         | 51         | 26         |
| 2013                                                                            | 688 000              | 763 000   | 90.2           | 48         | 31            | 17            | 14 333                   | 15                   | 28         | 58         | 28         |
| 2016                                                                            | 707 000              | 783 000   | 90.3           | 54         | 37            | 17            | 13 092                   | 14                   | 34         | 45         | 30         |
| 2019                                                                            | 729 000              | 807 400   | 90.3           | 49         | 30            | 19            | 14 877                   | 14                   | 42         | 43         | 30         |
| 2021                                                                            | 743 300              | 823 260   | 90.3           | 50         | 34            | 16            | 14 866                   | 13                   | 37         | 33         | 30         |
| Fuente: Catholic-Hierarchy, que a su vez toma los datos del Anuario Pontificio. |                      |           |                |            |               |               |                          |                      |            |            |            |

| Año  | Iglesias y capillas | Decanatos | Centros educativos |
| 2016 |                     | 4         |                    |
| 2020 | 112                 | 4         | 15                 |

## Episcopologio
| Foto | Escudo | Nombre del titular            | Período                                         | Fin del cargo (razón)       |
|      |        | Juan Horacio Suárez           | 25 de noviembre de 2000-19 de diciembre de 2013 | Retirado                    |
|      |        | Gabriel Bernardo Barba        | 19 de diciembre de 2013-9 de junio de 2020      | Nombrado obispo de San Luis |
|      |        | Jorge Martín Torres Carbonell | Desde el 30 de junio de 2020                    |                             |